# HD158202
HD158202 — хімічно пекулярна зоря спектрального класу
A0 й має видиму зоряну величину в смузі V приблизно 9,4.

## Пекулярний хімічний склад
Зоряна атмосфера HD158202 має підвищений вміст
Si
.